# Astraptes anaphus
The Yellow-tipped FlasherAstraptes anaphus (tên tiếng Anh:  hoặc Dull Astraptes) là một loài bướm ngày thuộc họ Nymphalidae. Nó được tìm thấy ở Argentina, phía bắc through Trung Mỹ tới Tây Indies và México. Strays can be found up to the lower Rio Grande Valley ở Texas.

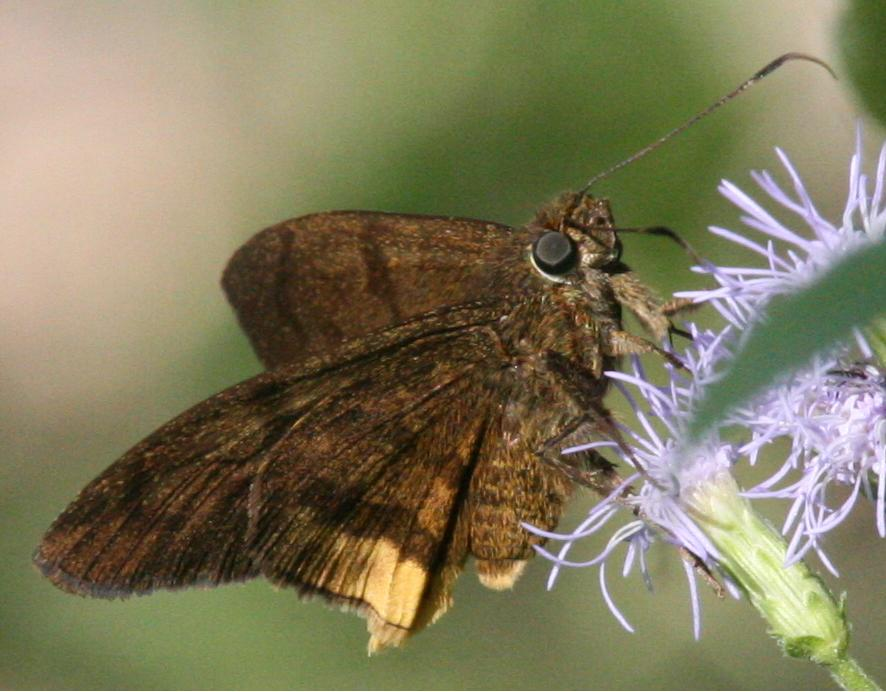

Sải cánh dài 51–64 mm. Con trưởng thành bay từ tháng 4 đến tháng 5 và từ tháng 9 đến tháng 11 ở miền nam Texas. There are many flights beginning in tháng 3 in Mexico.
Ấu trùng ăn vines thuộc họ Fabaceae.

## Phụ loài
- Astraptes anaphus anaphus (Surinam, Brazil (Bahia))
- Astraptes anaphus anausis (St. Vincent, Grenada, Dominica, Hispaniola, Cuba, Jamaica)
- Astraptes anaphus aniza (Peru)
- Astraptes anaphus annetta (Mexico, Costa Rica)
- Astraptes anaphus anoma (Trinidad)

## Hình ảnh

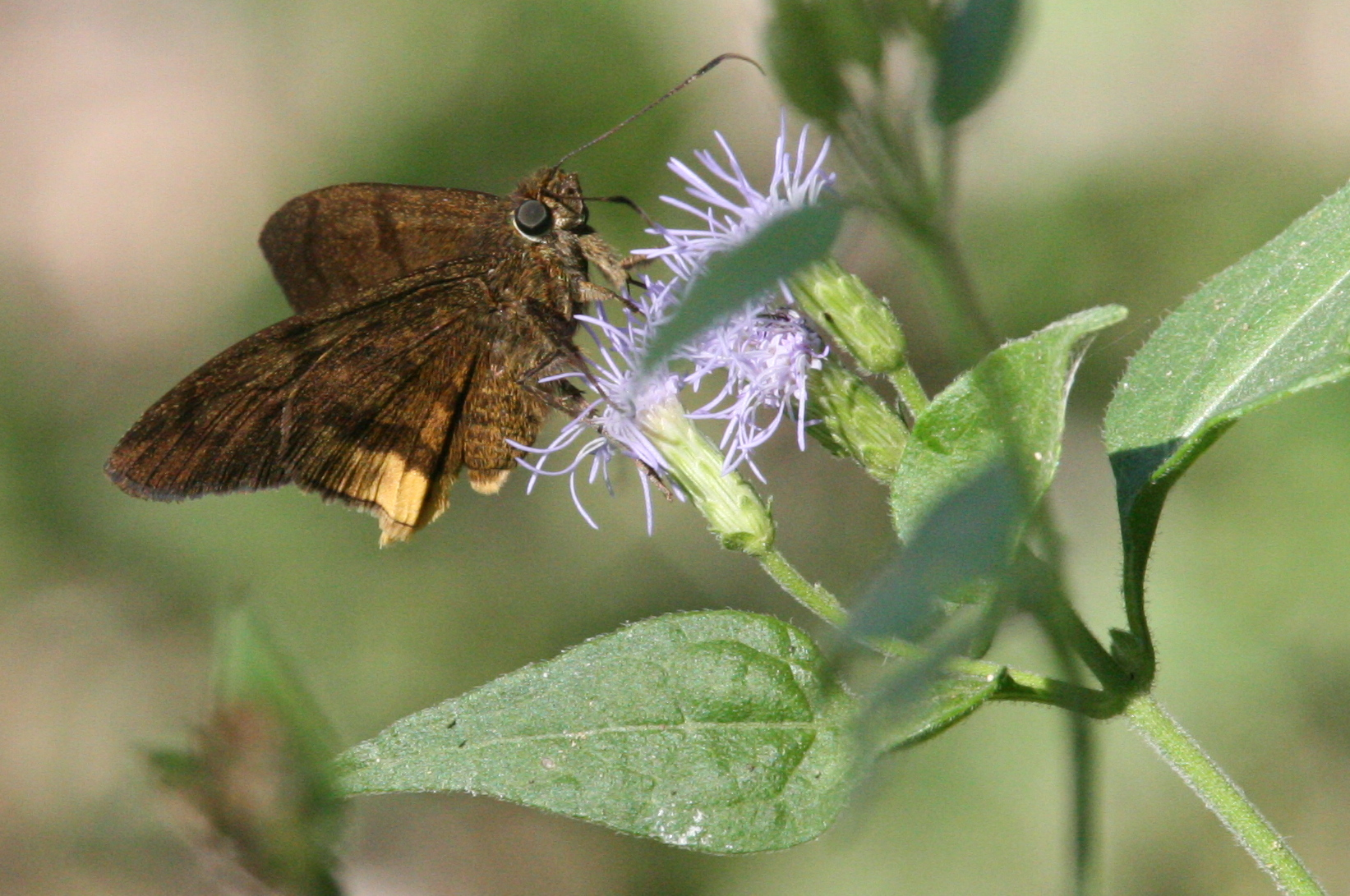
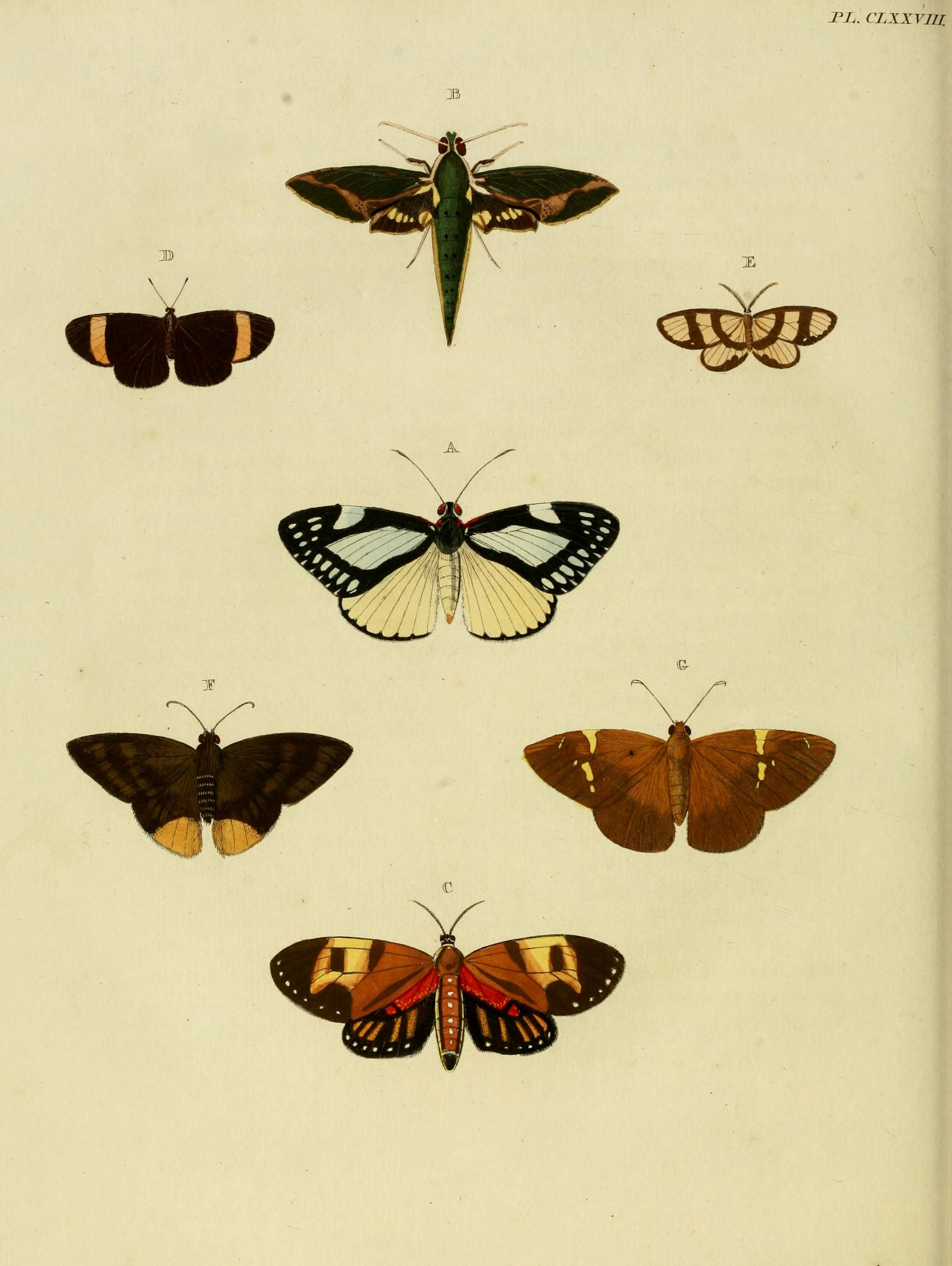
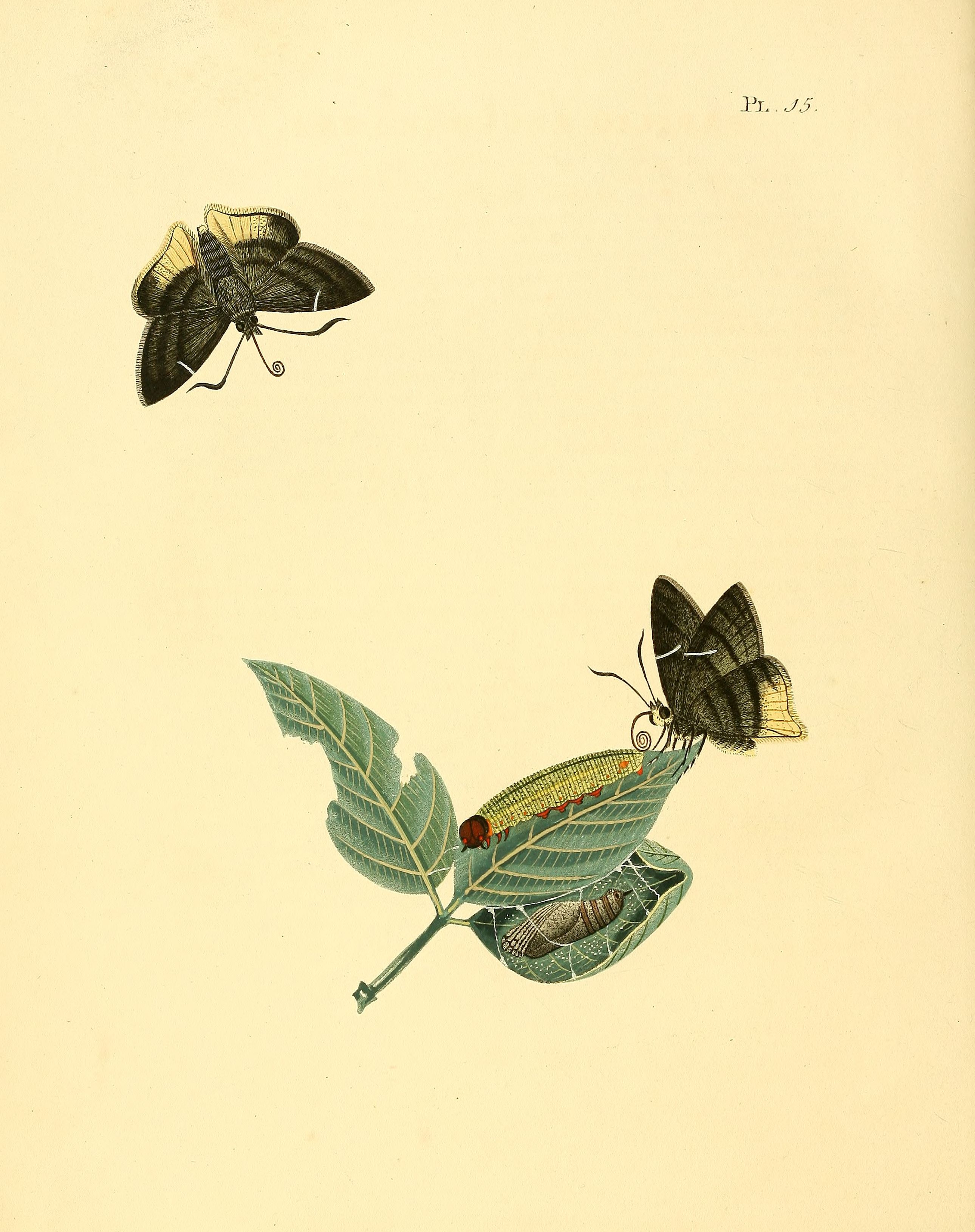